# ریچارد تاد
ریچارد اندرو پالتروپ-تاد (انگلیسی: Richard Andrew Palethorpe-Todd؛ زاده ۱۱ ژوئن ۱۹۱۹ درگذشته ۳ دسامبر ۲۰۰۹) یک فرد نظامی، بازیگر و کارگردان اهل بریتانیا بود. از فیلم‌های او می‌توان به ژان مقدس و منفجرکننده‌های سد اشاره نمود.

## جوایز
- کاندیدای گلدن گلوب بهترین بازیگر نقش اول مرد برای فیلم قلب عجول - ۱۹۴۹
- کاندیدای بهترین ستاره جدید سال گلدن گلوب برای فیلم قلب عجول - ۱۹۴۹